# Oiax
Oiax eller Oiakas (grekiska Οίαξ) var i den grekiska mytologin son till Nauplios, konung av Euboia, och bror till Palamedes, vars död han hämnades på de grekiska furstarna. Han begav sig nämligen hem till Grekland i förväg och berättade för hövdingarnas hustrur att männen medförde frillor. De flesta furstarna blev på grund av detta dödade vid sin hemkomst.